# Ultimo - L'infiltrato
Ultimo - L'infiltrato è una miniserie televisiva del 2004 diretta da Michele Soavi.

## Cast
Terza miniserie sulle vicende del gruppo di "Crimor", guidato dal Capitano Ultimo. In questo episodio non vi è traccia di "Solo" (Ricky Memphis) e "Pirata" (Simone Corrente), presenti nelle prime due miniserie, e ritorna il personaggio di "Arciere" (Paolo Seganti) assente nella seconda serie; fanno parte ancora del gruppo "Aspide" (Francesco Benigno) e "Veleno" (Taiyo Yamanouchi) mentre si vede il nuovo membro, "Vichingo" (Gualtiero Burzi), che alla fine della seconda serie aveva espresso il desiderio di entrare in Crimor. Il personaggio di "Ombra" (Giorgio Tirabassi) fa solo una breve apparizione iniziale.

## Trama
Febbraio 2003. Il Capitano "Ultimo", impegnato in Guatemala, ha lasciato la sua squadra senza il suo comando. Crimor è stato sciolto e disperso, nonostante dieci anni prima abbiano arrestato Partanna e quattro anni prima abbiano fermato Catalano, e "Ombra", "Vichingo", "Arciere", "Aspide" e "Veleno" indagano per conto proprio. "Ombra", mentre sorvegliava con microfoni e telecamere le attività della famiglia mafiosa dei De Rosa a Palermo, viene scoperto e ucciso. Tornato a Roma, "Ultimo" e i suoi, dalle immagini recuperate da "Ombra", individuano in Rocco Catalano il nuovo boss di Cosa Nostra. Decide, così, di infiltrarsi nel carcere di Trani nel quale è rinchiuso Giovanni De Rosa, l'unico collegamento con Catalano, per farsi accettare dalla sua famiglia. Ottenute le simpatie di Giovanni de Rosa, "Ultimo" esce dal carcere e si infiltra nella famiglia dei De Rosa facendosi chiamare Simone Giarre, ossia l'alter ego dell'uomo che aveva trovato ucciso in Guatemala. Don Nicola De Rosa, figlio maggiore del mafioso Giovanni De Rosa, lo prende in simpatia al contrario di suo fratello Toni. Don Nicola De Rosa lo coinvolge subito in un grosso traffico di droga. Ma l'obiettivo finale di Don Nicola è usare la droga come merce di scambio per delle barre di uranio arricchito da rivendere poi ai terroristi. Don Nicola affida a "Ultimo" grandi responsabilità per il suo progetto, mentre suo fratello sospetta di lui sempre più, arrivando quasi a smascherare la sua identità di carabiniere quando scopre che ha un figlio, Nicolas, un bambino orfano trovato in Guatemala di cui "Ultimo" si è preso cura. Ma "Ultimo" porta il progetto di Don Nicola alla fase finale, momento dello scambio con le barre di uranio arricchito. Nel luogo erano presenti i carabinieri che mettono fine al progetto. Intanto Toni tiene in ostaggio il bambino in attesa di una chiamata di suo fratello maggiore, che però viene ucciso. Sarà Ultimo a liberare il bambino uccidendo Toni, non riuscendo però ad evitare la morte di Anna, la figlia di Nicola, che si era sacrificata per permettere al capitano di salvare Nicolas.

## Personaggi
- Capitano Roberto Di Stefano, detto "Ultimo" (Raoul Bova)
- Brigadiere Francesco Patania, detto "Aspide" (Francesco Benigno)
- Appuntato Alfredo Tosello, detto "Arciere" (Paolo Seganti)
- Maresciallo Giovanni Giorgio Sarubbi, detto "Ombra" (Giorgio Tirabassi)
- Carabiniere Lu Xun, detto "Veleno" (Taiyo Yamanouchi)
- Carabiniere, detto "Vichingo" (Gualtiero Burzi)

## Curiosità
- Il terzo capitolo delle vicende del Capitano Ultimo era stato inizialmente pensato come l'episodio conclusivo dell'intera saga, ma in base al successo riscontrato la produzione ha deciso di continuare la serie.
- Nella seconda puntata un mafioso uccide un frate: sembra un riferimento all'omicidio di Don Pino Puglisi, il prete assassinato dalla mafia nel 1993.
- Giorgio Tirabassi interpreta, per l'ultima volta, Giovanni Sarubbi, il cui nome è noto dalla prima serie Ultimo, ma nella sequenza finale di questo terzo capitolo della saga è chiamato, nella lapide, "Giorgio Sarubi".
- La scena in cui il boss mafioso fa uccidere, all'interno di una cava, un uomo, è stata girata in una cava di travertino situata nell'area estrattiva del Comune di Tivoli.

## La saga
- 1998 - Ultimo
- 1999 - Ultimo - La sfida
- 2004 - Ultimo - L'infiltrato
- 2013 - Ultimo - L'occhio del falco
- 2018 - Ultimo 5 - Caccia ai Narcos